# .sk
.sk je národní doména nejvyššího řádu pro Slovensko. Doménu spravuje SK-NIC. Registrace je možná pouze přes akreditované registrátory.
Před rozdělením Československa v roce 1993 se používala doména .cs.
Pravidla registrace se v průběhu roků několikrát změnila. Nejdříve byl zahájen unikátní projekt, ve kterém mohla jakákoli osoba na území Slovenska registrovat zcela zdarma až pět doménových jmen, pro další domény bylo nutné podat žádost o navýšení limitu. Později se musely domény zaplatit a přešlo se na placený systém. Do září 2017 doménu mohly vlastnit pouze subjekty s fyzickou adresou přímo na území Slovenska, subjekty z ostatních zemí často řešily registraci přes zástupný kontakt na svého registrátora. Od září 2017 přešel registr .sk domén pod nového majitele, který uvolnil registrace .sk domén pro libovolné subjekty s doručovací adresou v některém z členských států Evropské unie.